# NA-660
La NA-660 es una carretera de interés para la Comunidad Foral de Navarra, tiene una longitud de 189 km, comunica Villafranca.

## Recorrido
| Denominación | Kilómetro | Salida                  | Carretera               | Dirección               |
| ------------ | --------- | ----------------------- | ----------------------- | ----------------------- |
| NA-660       | 0         |                         | NA-115                  | Peralta Tafalla         |
| NA-660       | 4         |                         | NA-128                  | Caparroso Marcilla      |
| NA-660       | 11        | Travesía de Villafranca | Travesía de Villafranca | Travesía de Villafranca |
| NA-660       | 18        |                         | NA-134                  | Lodosa Tudela           |